# Гяур (Байрон)
Гяур (англ. The Giaour) — поэма Джорджа Байрона, написанная в мае—ноябре 1813 года. Относится к циклу шести восточных поэм. В законченном виде заключает в себе историю невольницы черкешенки, брошенной по турецкому обычаю, в море за измену, за которую мстит молодой венецианец, её возлюбленный.

## История создания
Изменения и дополнения к тексту поэт вносил по мере выхода в свет нескольких изданий: с первого издания 5 июня 1813 года по седьмое с 27 декабря 1813 года. Объём поэмы увеличился за это время с 685 до 1334 строк. «Гяур» был первой из «восточных поэм» Байрона. Модель эпической поэмы в русском литературоведении получила название «байронической», а новый тип героя — «байронического». Некоторые критики считают Лейлу олицетворением Греции, из-за которой была война между Османской империей и Россией.

## Сюжет
Открывают поэму строки о восхитительной природе Греции, страны доблестной истории, страдающей под пятой завоевателей.
Пугая мирное население, среди прекрасных садов, на горизонте появляется мрачная фигура демона всадника — чужого и для покорённых, и для захватчиков, вечно несущего на себе бремя страшного возмездия:
Пусть грянет шторм, свиреп и хмур, —
Всё ж он светлей, чем ты, Гяур!
Условно передается и его имя, дословно если перевести с арабского «не верующий в Бога» и с легкой руки Байрона ставшего разбойником, пиратом, иноверцем. Всмотревшись в мирную картину мусульманского праздника — завершение рамадана, — вооруженный и мучимый неизлечимой душевной болью, он пропадает. Неизвестный рассказчик говорит о тишине в когда-то шумном гостеприимном доме турка Гассана, погибшего от руки венецианца: «Нет гостей, нет рабов с той поры, как ему рассекла христианская сабля чалму!» В печальный сюжет вторгается таинственный случай: состоятельный турок со слугами нанимают лодочника, веля ему скинуть в море большой мешок с неизвестным «грузом». (Это — изменившая мужу красивая черкешенка Лейла.).
Не в силах отказаться от памяти о любимой и казнённой им жены Гассан живёт только желанием мести — Гяуру. Позже, перебравшись с караваном через высокий горный перевал, он попадает в засаду, приготовленную грабителями, и, узнав в их вожаке своего врага, сражается с ним в бою насмерть. Гяур убивает его; но мучающая его тоска по любимой остаётся неутолённой, как и его одиночество:
Да, спит Лейла, взята волной;
Гассан лежит в крови густой…
… конец ему;
И прочь идти мне — одному!
Без роду, без племени, изгой среди своих, посторонний в стране мусульман, он изводим тоской по потерянным и покинувшим, а душа проклята и должна скитаться вечно. Другое дело — погибший отважный Гассан (молву о его смерти проводник по каравану передает матери героя):
Тот, кто с гяуром пал в бою,
Всех выше награждён в раю!
Заключительные события переносятся в христианскую обитель, где уже седьмой год живёт необычный монах. Гяур принят общиной монастыря как равный, но монахи сторонятся его, никогда не видят Гяура за молитвой.
Затейливая вязь повествований от разных персонажей переходит в беспорядочный монолог Гяура, когда он, беспомощный страдает от болезни, пытается излить душу послушнику. Неся тяжесть греха, он жалеет не о том что убил Гассана, а потому, что, не смог спасти от смерти Лейлу. Любовь к ней стала единственной нитью, связывающей его с землей, и лишь высокомерие помешало ему самому совершить самоубийство.
Прощаясь, Гяур просит монаха передать его старому другу, когда-то предсказавшему его судьбу, кольцо на память о себе и похоронить в безымянной могиле, чтобы исчезнуть из памяти потомков.
… неровный мой рассказ
Поведал вам о нежной деве
И о враге, сраженном в гневе.
В примечании к завершающим строкам поэмы Байрон доносит о том, что было ему основой для произведения «Гяура»:
Мне же сюжетом послужила старинная, сейчас уже почти забытая история одной юной венецианки. Я невзначай слышал этот рассказ в кофейне от одного из странствующих рассказчиков, которых много на Востоке… я сожалею, что память сохранила мне так мало от подлинного сказания….

## Переводы
А. С. Пушкин восхищался поэмой «Гяур» и пытался её перевести. Это первый из известных переводов Пушкина. Возможно, он относится к 1820 году. Следующую попытку перевода предпринял М. Ю. Лермонтов в 1830 году. Однако обе попытки не пошли далее отрывков подстрочников.
В 1953 году издан перевод Георгия Шенгели. Также существуют переводы Василия Бетаки (1960 год) и С. Ильина (1981).